# Jacob Westerbaen

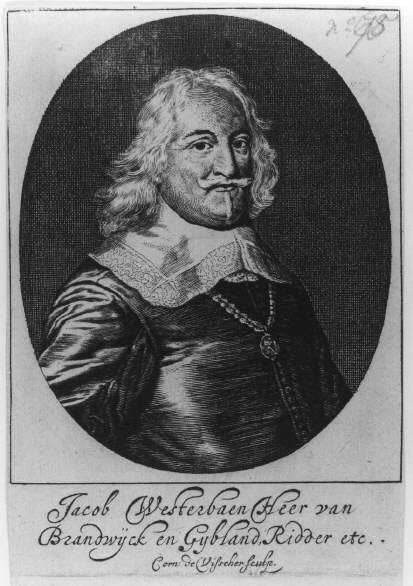
Portret van Jacob Westerbaen (1650)

Jacob Westerbaen, heer van Brantwyck-en-Ghybelant, (Den Haag, 7 september 1599 – Loosduinen, 31 maart 1670) was een Nederlandse ridder, dichter, arts en remonstrants predikant.

## Persoonlijk leven
Westerbaen werd geboren als zoon van een touwslager. Hij werd aanvankelijk opgeleid in het Staten-College tot secretaris van de Remonstranten ter Synode te Dordrecht, en was ook predikant. Hierna studeerde hij geneeskunde en vestigde zich in 1623 als arts weer in Den Haag. Twee jaar later trouwde hij, ondanks tegenwerking van haar adellijke familie, met Anna Weytsen, de weduwe van Reinier van Groenevelt.
Hij was een goede vriend van Constantijn Huygens. Later kwam hij ook in contact met Cats, Blasius (1639—1672) en Jan Vos (ca. 1610—1667); ook met hen raakte hij bevriend. Toen Johan van Oldenbarnevelt werd terechtgesteld, hield Westerbaen diens stokje in bewaring. Vondel, die het bij Westerbaen aantrof, werd daardoor geïnspireerd tot zijn gedicht Het stockske van Joan van Oldenbarnevelt (1657).

## Nalatenschap
Westerbaen liet een buitenplaats aanleggen - Landgoed Ockenburgh bij Loosduinen - waar hij vanaf 1652 ging wonen. Hij beschreef het in een gedicht dat qua stijl aan Huygens doet denken.
Hij streed fel tegen orthodoxe predikanten, bijvoorbeeld in geschriften als Krancken-Troost voor Israel in Holland (1663) en liet op zijn buiten toneelspel toe, veelal blijspelen, in zijn eigen berijmde vertalingen.
Ick doe hier 's avonds de Comedianten spelen,
En vreese Haeg, noch Hof, en oock de Preekstoel niet:
De Schou-burgh is hier vrij.

### Overige werken
- 't Noodsaeckelycke Mal (de Liefde), (1624)
- Minnedichten (1624)
- Gedichten (1644)
- Kracht des geloofs van den voortreffelijcken ende vermaerden Nederduytschen poeet Joost van Vondelen (1648)
- Davids Psalmen in Nederduytsche rijmen gestelt (1655 en 1656)
- Gedichten, verdeylt in vijf boecken (1657 en 1672)
- Seneca's Troas (1658) (bewerking)
- Erasmus' Lof der Zotheid (1659) (bewerking)
- De ses comedien van P. Terentius (1663) (bewerking)
- Laurier-krans
- Herstellinge van Karel II.
- Zege-Zangh op de Verovering van Funen

Hij bewerkte onder andere de Heroïdes van Ovidius en de Basia van Janus Secundus. Ook vertaalde hij Seneca's Troades, van Erasmus’ Laus Stultitiae maakte hij verzen.

### Gedicht
ARBEID
De wetenschap steeckt in geen bed met pluymen.
Wie leeren wil, moet vroegh de veeren ruymen;
Wie eert1 noch eght, die heeft geen kans van graen;
Wie dorschen wil, moet eerst de ploegh doen gaen;
Wie niet en turft, kan zich daer nae niet warmen;
Wie winst wil doen, die reppe hand’en armen;
Wie prijs begeert, die stelle zich te loop:
Voor arbeyd heeft God alle dingh te koop.
1. eren = ploegen.